# Las Coloradas, Manuel Doblado
Las Coloradas är en ort i Mexiko.   Den ligger i kommunen Manuel Doblado och delstaten Guanajuato, i den centrala delen av landet, 300 km nordväst om huvudstaden Mexico City. Las Coloradas ligger 1 778 meter över havet och antalet invånare är 181.
Terrängen runt Las Coloradas är kuperad åt sydväst, men åt nordost är den platt. Runt Las Coloradas är det ganska tätbefolkat, med 124 invånare per kvadratkilometer. Närmaste större samhälle är Cuerámaro, 17,5 km söder om Las Coloradas. Trakten runt Las Coloradas består till största delen av jordbruksmark.